# Meridià 64 a l'est
El meridià 64 a l'est de Greenwich és una línia de longitud que s'estén des del pol Nord travessant l'oceà Àrtic, Àsia, l'oceà Índic, l'oceà Antàrtic i l'Antàrtida fins al pol Sud.
El meridià 64 a l'est forma un cercle màxim amb el meridià 116 a l'oest. Com tots els altres meridians, la seva longitud correspon a una semicircumferència terrestre, uns 20.003,932 km. Al nivell de l'Equador, és a una distància del meridià de Greenwich de 7.124 km.

## De Pol a Pol
Començant en el pol Nord i dirigint-se cap al pol Sud, aquest meridià travessa:
| Coordenades                             | País, territori o mar | Notes                                                 |
| --------------------------------------- | --------------------- | ----------------------------------------------------- |
| 90° 0′ N, 64° 0′ E / 90.000°N,64.000°E  | Oceà Àrtic            |                                                       |
| 80° 57′ N, 64° 0′ E / 80.950°N,64.000°E | Rússia                | Illa Graham Bell, Terra de Francesc Josep             |
| 80° 41′ N, 64° 0′ E / 80.683°N,64.000°E | Mar de Barents        |                                                       |
| 76° 18′ N, 64° 0′ E / 76.300°N,64.000°E | Rússia                | Illa Séverni, Nova Terra                              |
| 75° 41′ N, 64° 0′ E / 75.683°N,64.000°E | Mar de Kara           |                                                       |
| 69° 33′ N, 64° 0′ E / 69.550°N,64.000°E | Rússia                |                                                       |
| 54° 18′ N, 64° 0′ E / 54.300°N,64.000°E | Kazakhstan            |                                                       |
| 43° 37′ N, 64° 0′ E / 43.617°N,64.000°E | Uzbekistan            |                                                       |
| 39° 4′ N, 64° 0′ E / 39.067°N,64.000°E  | Turkmenistan          |                                                       |
| 36° 2′ N, 64° 0′ E / 36.033°N,64.000°E  | Afganistan            |                                                       |
| 29° 25′ N, 64° 0′ E / 29.417°N,64.000°E | Pakistan              | Balutxistan Occidental                                |
| 25° 20′ N, 64° 0′ E / 25.333°N,64.000°E | Oceà Índic            |                                                       |
| 60° 0′ S, 64° 0′ E / 60.000°S,64.000°E  | Oceà Antàrtic         |                                                       |
| 67° 31′ S, 64° 0′ E / 67.517°S,64.000°E | Antàrtida             | Territori Antàrtic Australià, reclamada per Austràlia |